# Le Tour d'écrou
Le Tour d'écrou (The Turn of the Screw) est un roman court fantastique (appartenant au sous-genre des histoires de fantômes) de l'écrivain américano-britannique Henry James, paru initialement en feuilleton dans le magazine Collier's Weekly, du 27 janvier au 2 avril 1898. Mais le récit est autant une histoire de fantômes qu'une histoire de fantasmes. Le Tour d'écrou a été également popularisé dans le monde, après son adaptation en opéra par Benjamin Britten en 1954.

## Résumé
Le narrateur assiste à la lecture du journal d'une gouvernante. La jeune femme a été engagée par un riche célibataire pour veiller sur ses neveu et nièce, Flora et Miles. Orphelins, ceux-ci vivent dans une vaste propriété isolée à la campagne. Les deux enfants apparaissent extraordinairement charmants, mais leur comportement semble de plus en plus étrange à la jeune gouvernante. Elle se rend compte, peu à peu, d'effrayantes apparitions, dont celle d'un homme, un ancien serviteur, Peter Quint, qui entretenait une liaison avec la précédente gouvernante, miss Jessel. Les deux sont morts peu avant l'arrivée de la nouvelle gouvernante, mais ils semblent toujours exercer sur les enfants une attirance maléfique. La nouvelle gouvernante essaye de les en détourner.

## Personnages
- Le premier narrateur introduit le lecteur dans le récit ; il fait partie des auditeurs qui écoutent l'histoire (de la gouvernante) racontée par Douglas ;
- Douglas, le second narrateur, lit l'histoire provenant d'un manuscrit qu'il tient d'une femme morte depuis 20 ans, qui a été la gouvernante de sa sœur ;
- Mr Griffin, première histoire.
- Mrs Griffin, une des auditrices.

### Personnages du récit
- L'oncle de Miles et Flora, qui vit à Londres, est leur tuteur légal ; c'est lui qui engage la nouvelle gouvernante ;
- La nouvelle gouvernante[4], personnage principal du récit ; c'est son manuscrit qui est lu par Douglas  ;
- Miles, âgé de dix ans, renvoyé de son pensionnat pour une raison que la nouvelle gouvernante ignore ;
- Flora, âgée de huit ans, petite sœur de Miles ;
- Mrs Grose, « intendante » de la maison, s'occupe des enfants, avant l'arrivée de la nouvelle gouvernante ;
- Miss Jessel, l'ancienne gouvernante, morte de façon inexpliquée ;
- Peter Quint, valet employé à la propriété, mort lui aussi, a été l'amant de Miss Jessel.

## Analyse
Considérée comme un remarquable exemple du genre, cette nouvelle fantastique fait osciller le lecteur entre une interprétation rationnelle et une interprétation surnaturelle des faits, en instaurant une tension au sein du réel, mais aussi en raison des ellipses et des non-dits distillés par l'auteur.
En effet, « l'inquiétante étrangeté » du récit réside dans le fait que le lecteur ne sait jamais vraiment si les apparitions perçues par la gouvernante sont de « vrais » fantômes ou des hallucinations. De même qu'on ne saura jamais rien des agissements exacts de Quint et de Miss Jessel, les anciens serviteurs, avec les deux enfants, si ce n'est qu'aux yeux d'une certaine bienséance, Miles passait trop de temps avec Quint, un « vil domestique », selon les termes de Mrs Grose — ignorance suscitant chez le lecteur le sentiment d'une attente trompée. Autre mystère : le lecteur ne connaîtra jamais la raison exacte du renvoi de Miles de son collège.
Ces mystères et ce brouillage de la réalité ou de la « vérité » des rencontres occultes des enfants et des fantômes qui hantent la jeune institutrice apparaissent ainsi comme les « fils de cette tapisserie mentale », métaphore du texte littéraire selon James : une tapisserie dont le dessin se constitue fil après fil, thème auquel il consacra une autre nouvelle en 1896, Le Motif dans le tapis. La virtuosité de James consiste ainsi à mettre en place « une redoutable stratégie narrative », en multipliant les pistes et fausses pistes, aiguisant l'imagination du lecteur, lui laissant le soin de combler les lacunes de la narration et d'élaborer sa propre interprétation. Dans son Art of fiction, James définit Le Tour d'écrou comme « une excursion dans le chaos ».
La nouvelle, parfois considérée comme un court roman, fut saluée lors de sa parution, autant par la critique que par des auteurs tels Oscar Wilde ou, par la suite, Jorge Luis Borges. Mais elle suscita aussi, à l'époque de sa publication, de nombreuses réactions indignées, l'imagination des lecteurs se laissant prendre au piège à fantasmes tendu par James ; comme en témoigne une critique dans le journal The Independent du 3 janvier 1899, évoquant « l'histoire la plus irrémédiablement dépravée que nous ayons jamais lue dans la littérature ancienne et moderne », une « étude de l'infernale débauche humaine ». Elle a longtemps nourri la réflexion de commentateurs du genre, comme Tzvetan Todorov, et continue d'en nourrir d'autres encore.

## Traductions françaises
- Le Tour d'écrou (suivi de Les Papiers d'Aspern), traduit par M. Le Corbeiller, préface de Edmond Jaloux, Paris, Stock, Delamain et Boutelleau, 1929 ; réédition de la nouvelle seule, Paris, Club français du livre, coll. « Romans » no 73, 1950 ; réédition (précédé de Les Papiers d'Aspern), Lausanne, Éditions Rencontre, coll. « Sommets du roman américain », 1964 ; réédition (précédé de Les Papiers d'Aspern), Paris, Éditions Stock, 1968 ; réédition de la nouvelle seule, Paris, Gérard, coll. « Bibliothèque Marabout. Fantastique » no 412, 1972 ; réédition de la nouvelle seule, Paris, LGF, coll. « Le Livre de poche. Biblio » no 3086, 1987 ; réédition dans Les Énigmes du cœurs (avec d'autres textes), Paris, Éditions Omnibus, 2013
- Le Tour d'écrou, traduit par Denise Van Moppès, Paris, Éditions Seghers, coll. « Nouveaux horizons » no 79, 1970
- Le Tour d'écrou, traduit par Monique Nemer, Paris, Éditions Stock, coll. « Le Cabinet cosmopolite », 1994 ; réédition dans une édition bilingue avec le titre original, Paris, Pocket no 3098, 1998 ; réédition, Le Livre de poche, coll. « Les Classiques de poche » no 32862, 2014
- Le Tour d'écrou, traduit par Jean Pavans, Paris, EJL, coll. « Librio » no 200, 1997 ; réédition, Paris, Flammarion, coll. « Garnier-Flammarion bilingue » no 1034, 1999 ; Paris, Flammarion, coll. « Étonnants Classiques » no 236, 2006 ; réédition dans Nouvelles complètes, tome IV, Paris, Éditions de la Différence, 2009
- Le Tour d'écrou, traduit par Christine Savinel, dans Nouvelles complètes, tome IV, Paris, Gallimard, coll. « Bibliothèque de la Pléiade », 2011

## Adaptations

### Musique
- The Turn of the Screw, opéra de Benjamin Britten, livret de Myfanwy Piper, créé en 1954
- Scènes d’enfants, op. 28, œuvre pour orgue de Jean Guillou, créée en 1974
- The Infant Kiss, chanson de Kate Bush, tirée de l'album Never for Ever sorti en 1980[9]

### Cinéma
- 1961 : Les Innocents (The Innocents), film britannique réalisé par Jack Clayton, avec Deborah Kerr
- 1971 : Le Corrupteur (The Nightcomers), film britannique réalisé par Michael Winner, avec Marlon Brando, constitue une préquelle au récit fantastique d'Henry James
- 1985 : Otra Vuelta de Tuerca, film espagnol réalisé par Eloy de la Iglesia
- 1994 : Le Tour d’écrou (The Turn of the Screw), film franco-britannique réalisé par Rusty Lemorande
- 1999 : Presence of Mind, film américano-espagnol réalisé par Antoni Aloy
- 2001 : Les Autres (The Others), film hispano-franco-américain réalisé par Alejandro Amenabar, avec Nicole Kidman Plus inspiré par le film de Clayton[10] que par la nouvelle de James (le récit se déroule en 1940), le titre reprend l'expression « les autres » qui désigne les apparitions telles qu'elles sont nommées par les enfants.
- 2003 : The Turn of the Screw, film américain réalisé par Nick Millard
- 2016 : La tutora, film argentin réalisé par Iván Noel
- 2020 : The Turning, film américain réalisé par Floria Sigismondi

### Télévision
- 1957 : Matinee Theatre, épisode The Others de la série américaine réalisé par Michael Dyne
- 1959 : The Turn of the Screw, téléfilm américain réalisé par John Frankenheimer, avec Ingrid Bergman, Isobel Elsom et Paul Stevens
- 1962 : Die sündigen Engel, téléfilm allemand réalisé par Ludwig Cremer sur un scénario de James Costigan, diffusé sur ARD[11]
- 1974 : The Turn of the Screw, téléfilm américain réalisé par Dan Curtis, avec Lynn Redgrave
- 1974 : Le Tour d'écrou, téléfilm français réalisé par Raymond Rouleau, avec Suzanne Flon, Robert Hossein et Marie-Christine Barrault
- 1975 : La Vision d'Hélène Walker (The Haunting of Helen Walker), téléfilm américain réalisé par Tom McLoughlin
- 1989 : Nightmare Classics, épisode The Turn of the Screw réalisé par Graeme Clifford
- 2001 : Le Tour d’écrou, captation de l'opéra de Britten réalisée par Vincent Bataillon
- 2004 : The Turn of the Screw, captation de l'opéra de Britten réalisée par Katie Mitchell
- 2009 : Le Tour d’écrou, téléfilm britannique réalisé par Tim Fywell
- 2020 : The Haunting of Bly Manor, deuxième saison de la série télévisée d'anthologie The Haunting

### Bande dessinée
- Giro di vite de Guido Crepax, publiée en 1989
- Le Tour d’écrou d'Hervé Duphot, publiée en 2009 chez Delcourt